# Io che amo solo te (Fiorella Mannoia)
Io che amo solo te è un singolo della cantante italiana Fiorella Mannoia, pubblicato il 27 agosto 2008 come estratto dall'album in studio Canzoni nel tempo.

## Descrizione
Si tratta di una cover dell'omonimo brano portato al successo da Sergio Endrigo.

## Video musicale
Nel video vengono rivisitate alcune scene famose tratte da film tra cui Il tempo delle mele interpretata da Ambra Angiolini e Daniele Liotti; La strada di Federico Fellini interpretata da Sabrina Impacciatore e Raffaele Vannoli; una versione omosessuale di Accadde una notte interpretata da Gianmarco Tognazzi ed Enrico Lo Verso; Jules e Jim di François Truffaut interpretato da Pierfrancesco Favino, Anna Ferzetti e Raoul Bova; la scena del Titanic adattata ad un balcone interpretata da Carolina Crescentini abbracciata da Giorgio Pasotti e il finale sulla panchina tratto dal Manhattan di Woody Allen, interpretato da Simona Cavallari e Giorgio Tirabassi.
In alternanza a queste scene vi è Fiorella Mannoia che canta in un teatro vuoto. Il video è stato firmato per la regia di Luigi Cecinelli.

## Tracce
1. Io che amo solo te – 4:50 (Sergio Endrigo)